# ایران در دوران نخستین پادشاهان هخامنشی
ایران در دوران نخستین پادشاهان هخامنشی کتابی است به نوشته محمد داندامایف، که روحی ارباب به فارسی ترجمه کرده است.